# Mihai Negruzzi
Mihai L. Negruzzi (n. 1873 – d. 1958) a fost un general, scriitor, memorialist și om politic român, care a îndeplinit funcția de primar al municipiului Iași în perioadele 23 martie 1920 - august 1921 și 1921. 
Mihai Negruzzi a fost fiul lui Leon C. Negruzzi (1840-1890), el însuși primar și prefect al municipiului Iași. 
În anul 1938 a îndeplinit funcția de rezident regal al Ținutului Prut, cu reședința la Iași în strada Toma Cozma nr. 16. Vara locuia la conacul familiei din satul Hermeziu din județul Iași. În zilele noastre în fostul său conac funcționează Muzeul Costache Negruzzi.
| Funcții politice                       | Funcții politice                         | Funcții politice                         |
| -------------------------------------- | ---------------------------------------- | ---------------------------------------- |
| Predecesor: Panait Zosin Petru Pogonat | Primar al orașului Iași 1920 - 1921 1921 | Succesor: Constantin Climescu Petru Poni |